# Сугихара, Арата
Арата Сугихара (яп. 杉原荒太, 28 августа 1899, Такео, Япония — 20 января 1982) — японский дипломат и государственный деятель, директор Управления национальной обороны Японии (1955).

## Биография
В 1922 г. окончил Высшую коммерческую школу Осаки и поступил на службу в Министерство иностранных дел, затем продолжил обучение в Университет штата Вермонт (США). Далее работал в системе МИД: генеральным консулом в Нанкине (Китай), начальником отдела в правовом департаменте, начальником отдела планирования, генерал-адъютантом департамента Восточной Азии, генеральным директором управления исследований. После поражения Японии во Второй мировой войне был уволен из Министерства иностранных дел и начал карьеру адвоката.
В 1950 г. был избран в Палату советников Японии от Либерально-демократической партии, переизбирался в течение последующих четырех созывов. Становится главным внешнеполитическим советником премьер-министра Итиро Хатоямы, работая над проблемой урегулирования дипломатических отношений с СССР.
В марте-июле 1955 г. — директор Управления национальной обороны Японии. На этом посту стал участником дискуссии о возможном применении с территории страны американский ядерных ракет «Онест Джон».
В ЛДП принадлежал к фракции Фукуды, в Палате советников в 1959 г. возглавлял комиссию по международным делам.
В 1972 г. стал кавалером Большой ленты ордена Священного сокровища.
В 1974 г. заявил об уходе из политической жизни.